# Katharina Leonore Goebel

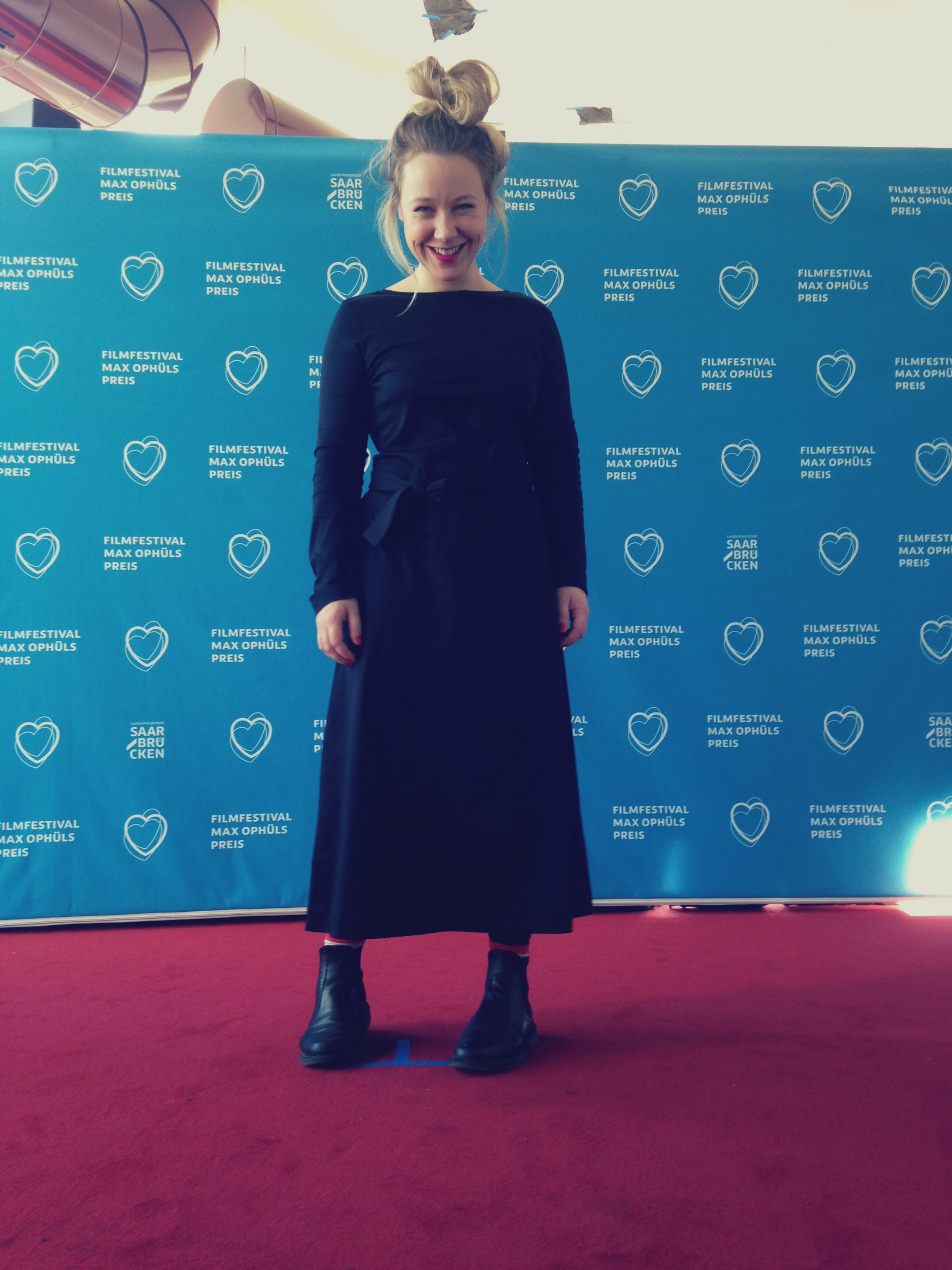
Katharina Leonore Goebel beim Filmfestival Max Ophüls Preis 2019

Katharina Leonore Goebel (* 5. September 1989 in Rosenheim) ist eine deutsche Schauspielerin und Sprecherin.

## Leben
Katharina Leonore Goebel wurde als jüngstes von vier Geschwistern in Rosenheim geboren und wuchs in Prien am Chiemsee auf.
Ihr Filmdebüt gab sie mit 19 Jahren als Hauptdarstellerin in dem Kurzfilm Daniels Asche von Boris Kunz, der bei den internationalen Hofer Filmtagen 2010 Premiere feierte. Ihre Schauspielausbildung absolvierte sie von 2010 bis 2014 an der Hochschule für Musik und Theater Rostock.
Bereits während ihres Studiums stand sie als Hauptdarstellerin für den ARD-Spielfilm Das Leben ist ein Bauernhof von Thomas Kronthaler vor der Kamera und als Nachwuchsschauspielerin im Volkstheater Rostock auf der Bühne.
Gemeinsam mit der Regisseurin und Schauspielerin Anastasija Bräuniger ist sie Gründerin des FLUGWERK, einer prozessorientierten Werkstattbühne für die darstellenden Künste in Berlin-Wedding, die sich mit der Öffnung künstlerischer Arbeitsprozesse in den Darstellenden Künsten für das Publikum beschäftigt.

## Theater
Nach ihrer Ausbildung war sie zwei Jahre als Ensemblemitglied am Theater Heilbronn engagiert. Dort spielte sie unter anderem die Janet in Richard O’Briens Musical „The Rocky Horror Show“. Bei der Wiesbaden Biennale 2016 arbeitete sie mit dem internationalen Regisseur und Intendanten des Lissabonner Teatro Nacional D. Maria II Tiago Rodrigues zusammen. Es folgten Gastengagements an den westfälischen Kammerspielen Paderborn, dem Grillo-Theater Essen, dem Schauspielhaus Bochum dem Deutschen Nationaltheater Weimar sowie am Mecklenburgischen Staatstheater Schwerin.

## Film
In Film und Fernsehen war Katharina Leonore Goebel unter anderem in der Filmkomödie Drei Stunden von Boris Kunz, in dem Kino-Roadmovie Transbavaria von Konstantin Ferstl, dem ZDF-Zweiteiler Bier Royal von Christiane Balthasar und dem Kinofilm Frau Stern von Anatol Schuster zu sehen, mit dem sie 2019 beim Filmfestival Max Ophüls Preis Premiere feierte. Der Kurzfilm Goldilocks, in dem sie die Hauptrolle spielte, schaffte es 2021 auf die Shortlist der BAFTA Student Film Awards (GB/USA) und gewann beim 39. Flickers’ Rhode Island International Film Festival (USA) den First Prize Best Comedy Short. Zuletzt stand sie für den Kurzspielfilm ZwischenZeit von Theresa Rehe gemeinsam mit Christian Tramitz vor der Kamera.

## Sprecherin
Als Sprecherin war sie unter anderem für die Audible-Produktion Honigtot und Hörspiele wie Die Ohrenzeugin und Ulissas des Bayerischen Rundfunks, Sörensen am Ende der Welt mit Bjarne Mädel oder das Hörspiel Goldmädchen des Deutschlandfunk Kultur tätig. Als Moderation führte sie durch das 4-teilige Radiofeature Alle Menschen müssen sterben, vielleicht auch ich des Deutschlandfunk Kultur.

## Filmografie
- 2010: Daniels Asche – Regie: Boris Kunz
- 2012: Drei Stunden – Regie: Boris Kunz
- 2012: Das Leben ist ein Bauernhof
- 2012: Trans Bavaria
- 2015: Küstenwache (Fernsehserie, 1 Folge)
- 2017: Die Verbindung (Kurzfilm), Regie: Michael Krummenacher
- 2018: Bier Royal
- 2019: Der Zürichkrimi: Borchert und der Sündenfall (Fernsehreihe)
- 2019: Frau Stern
- 2019: Goldilocks[14], Regie: Philipp Straetker
- 2020: Das Tal der Mörder (Fernsehfilm)
- 2020: SOKO Wismar[15] (Fernsehserie), Regie: Oren Schmuckler
- 2021: Zimmer mit Stall: Schwiegermutter im Anflug (Fernsehreihe), Regie: Sebastian Stern
- 2021: Extra 3: diverse Gastauftritte mit Christian Ehring, Regie: Michael Valentin
- seit 2022: Watzmann ermittelt (Fernsehserie)

## Auszeichnungen
- 2022: Paris Film Art – Devenir Réalisateur Film Festival (Frankreich) – Bester Kurzfilm Goldilocks
- 2021: BAFTA Student Film Awards / Shortlist (Vereinigte Staaten von Amerika) – Nominierung für Goldilocks
- 2020: First Prize Best Comedy Short / Rhode Island International Film Festival (Vereinigte Staaten von Amerika) – Auszeichnung Goldilocks
- 2019: Preis vom Verband der deutschen Filmkritik (Deutschland) – Auszeichnung Frau Stern
- 2018: Publikumspreis / Deadline Audience Award / Landshuter Kurzfilmfestival (Deutschland) – Auszeichnung Die Verbindung